# Overstromingen in Queensland 2010-2011
Vanaf begin december 2010 werd de deelstaat Queensland, op het werelddeel Australië, getroffen door een aantal overstromingen. Naast Queensland dreigden half januari 2011 ook de deelstaten Victoria en Tasmanië ook door overstromingen getroffen te worden.
De overstromingen waren het gevolg van de tropische cycloon Tasha gecombineerd met het La Niña-effect dat het sterkste is in de regio sinds 1973. Hierdoor viel er zeer veel neerslag. De overstromingen hebben geleid tot evacuaties en hebben 22 plaatsen en ongeveer 200.000 mensen getroffen. Het midden en zuiden van Queensland zijn het zwaarst getroffen waaronder de plaatsen Brisbane, Rockhampton, Emerald, Bundaberg, Dalby en Toowoomba. Er zijn 33 doden gevallen, van 15 mensen wordt aangenomen dat ze overleden zijn en 78 personen worden vermist.
Op 12 januari 2011 werden in de stad Brisbane, de hoofdstad van Queensland, de bewoners van ongeveer 6.000 woningen geëvacueerd. 
Op 2 februari kwam de orkaan Yasi bij Queensland aan land. 